# 市谷藥王寺町
市谷藥王寺町（日语：／ Ichigaya-yakuōjimachi */?）是東京都新宿區的町名。未實施住居表示。2013年8月1日為止的人口有3,030人。郵遞區號為162-0063。

## 地理
位於新宿區中東部。北接市谷柳町，東鄰市谷加賀町，南連市谷仲之町、市谷本村町，西通河田町。西北部臨原町。外苑東通縱貫本區中央，沿線高樓、商店林立，其他地方為住宅區。此地也有不少寺院。

## 歷史
舊時屬市谷村，曾是旗本萩原氏屋敷地，元祿14年（1701年）交還藥王寺，門前町形成。
正德3年（1713年），設市谷藥王寺前町（現在的62～69番地周邊地區）。明治5年，蓮秀寺、長嚴寺、淨榮寺、林松寺、妙典寺、長昌寺、市谷南寺町（現在的4番地周邊地區）與旗本久貝氏等的旗本屋敷、御先手組大繩地、東圓寺墓所等併入藥王寺町。明治44年（1911年）去除『前』字，改為市谷藥王寺町。過去陸軍大將兒玉源太郎自宅也在此地。（35番地）

### 地名的由來
地名是來自於本地的藥王寺，但已在明治維新時廢寺，現在當地沒有名為藥王寺的寺院。

## 交通
町域內沒有鐵道車站，南部可利用都營新宿線曙橋站，北部可利用都營大江戶線牛込柳町站。

## 史蹟
- 長昌寺（泰國山）（12番）
曹洞宗。
- 蓮秀寺（久榮山）（22番）
日蓮宗。
- 淨榮寺（覺雲山）（27番）
淨土真宗。
- 長巖寺　（25番）
真宗大谷派。
- 銀杏坂
市谷加賀町2丁目往藥王寺商店街的下坡。過去坂北側久貝因幡守（くかいいなばのかみ）邸内有個稱為銀杏稻荷的神社，神社有顆銀杏神木而得名。

## 活動
- 藥王寺、柳町　七夕祭（7月第1個周日）
- 夏祭（8月第1個周日）
- 商交祭「接觸芋煮會」（10月第1個周日）

## 備註
1. ↑  『角川日本地名大辞典 13　東京都』、角川書店、1991年再版、P872
2. ↑  .   [2013-08-09]. （原始内容存档于2014-08-19）.

## 外部連結
- 新宿區役所 （页面存档备份，存于）
- 藥王寺商交會（新宿區商店會聯合會）
- 來跳森巴吧！「藥王寺・柳町七夕祭」（新宿區）
- 市谷藥王寺町 遺跡一覧 （页面存档备份，存于）
- 淨榮寺